# Savona Foot-Ball Club 1965-1966
Questa voce raccoglie le informazioni riguardanti il Savona Foot-Ball Club nelle competizioni ufficiali della stagione 1965-1966.

## Rosa
| N. |                   | Ruolo | Calciatore         |
| -- | ----------------- | ----- | ------------------ |
|    | Italia (bandiera) | A     | Roberto Bertani    |
|    | Italia (bandiera) | D     | Maurizio Bruno     |
|    | Italia (bandiera) | A     | Giuseppe Calzolari |
|    | Italia (bandiera) | A     | Alberto Corucci    |
|    | Italia (bandiera) | A     | Mario Dubourgel    |
|    | Italia (bandiera) | A     | Marco Fazzi        |
|    | Italia (bandiera) | C     | Orazio Gittone     |
|    | Italia (bandiera) | C     | Pietro Natta       |
|    | Italia (bandiera) | D     | Valentino Persenda |
|    | Italia (bandiera) | C     | Carlo Pietrantoni  |

| N. |                   | Ruolo | Calciatore        |
| -- | ----------------- | ----- | ----------------- |
|    | Italia (bandiera) | C     | Pietro Pittofrati |
|    | Italia (bandiera) | A     | Carlo Pozzi       |
|    | Italia (bandiera) | D     | Umberto Ratti     |
|    | Italia (bandiera) | P     | Ugo Rosin         |
|    | Italia (bandiera) | A     | Giuliano Taccola  |
|    | Italia (bandiera) | P     | Giancarlo Tonoli  |
|    | Italia (bandiera) | D     | Carlo Tosello     |
|    | Italia (bandiera) | C     | Eugenio Vannini   |
|    | Italia (bandiera) | D     | Osvaldo Verdi     |